# Requieniidae
Requieniidae è una famiglia di molluschi bivalvi.

## Descrizione
La conchiglia delle rudiste è composta da due valve con una cerniera eterodonte modificata. Le Requieniidae si fissavano al substrato con la valva sinistra nella quale troviamo un dente e due fossette, quindi nella valva destra si trovano due denti e una fossetta. Entrambe le valve sono avvolte. Sulla parete esterna sono caratteristiche le bande radiali.
Hanno una distribuzione stratigrafica molto ampia: si sviluppano nel Primo Cretacico (era Mesozoica) per poi estinguersi nel Paleocene (era Cenozoica).
Il momento di massima diversificazione del taxa è stato il Medio Cretacico.